# Open 13 1993
L'Open 13 1993 è stato un torneo di tennis giocato sul sintetico indoor.
È stata la 1ª edizione dell'Open 13,che fa parte della categoria World Series nell'ambito dell'ATP Tour 1993.
Si è giocato al Palais des Sports di Marsiglia in Francia, dal 1º febbraio all'8 febbraio 1993.

## Campioni

### Singolare
Marc Rosset ha battuto in finale  Jan Siemerink con il punteggio di 6–2, 7–6(1).

### Doppio
Arnaud Boetsch /  Olivier Delaître hanno battuto in finale  Ivan Lendl /  Christo van Rensburg con il punteggio di 6–3, 7–6.